# Buchsbäume
Die Buchsbäume (Buxus) sind eine Pflanzengattung innerhalb der Familie der Buchsbaumgewächse (Buxaceae). Die 70 bis 100 Arten sind auf der Nordhalbkugel in Eurasien, Afrika und in der Neuen Welt weitverbreitet.

## Beschreibung

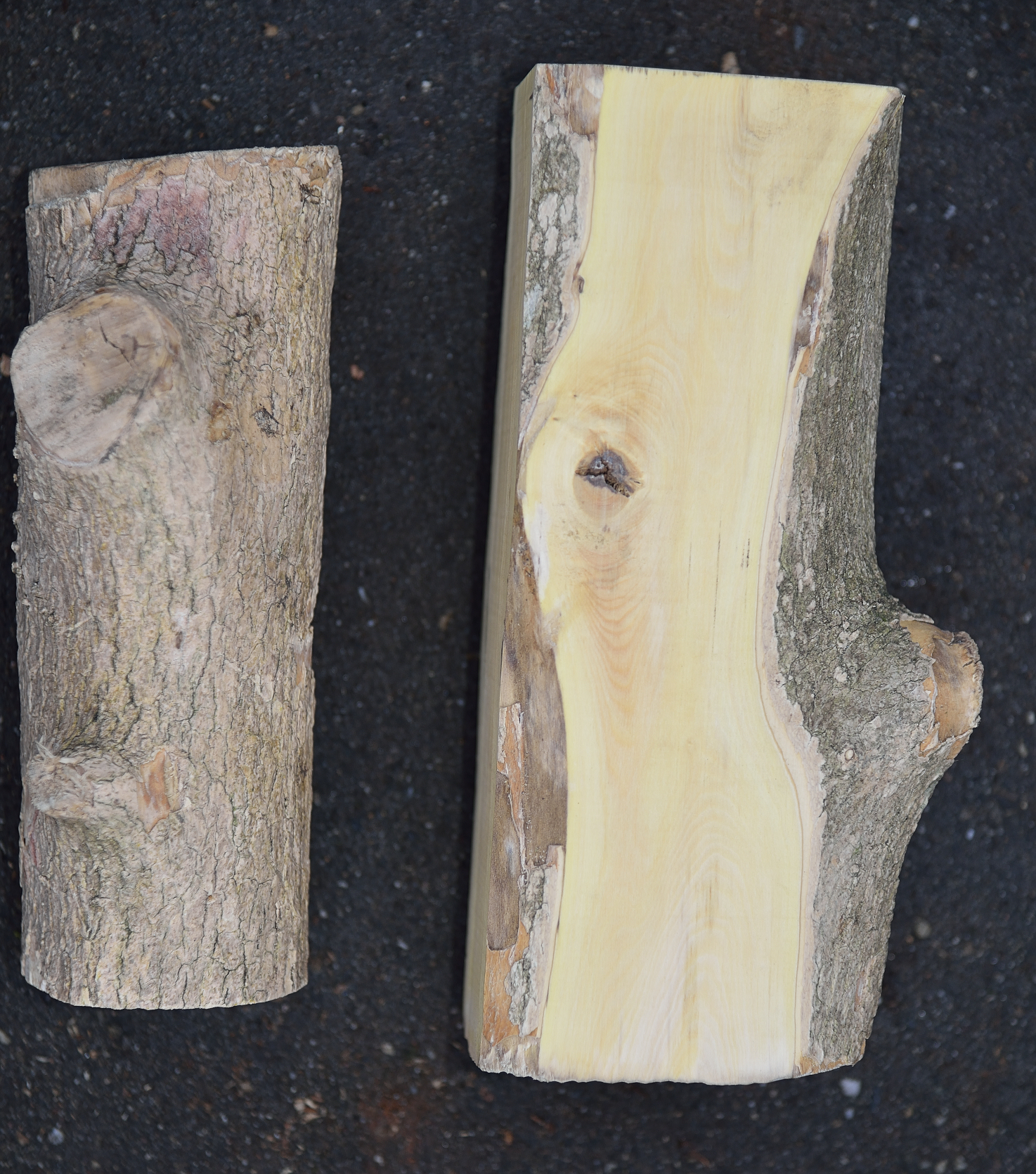
Stammstücke mit Borke und Holz des Gewöhnlichen Buchsbaum (Buxus sempervirens)

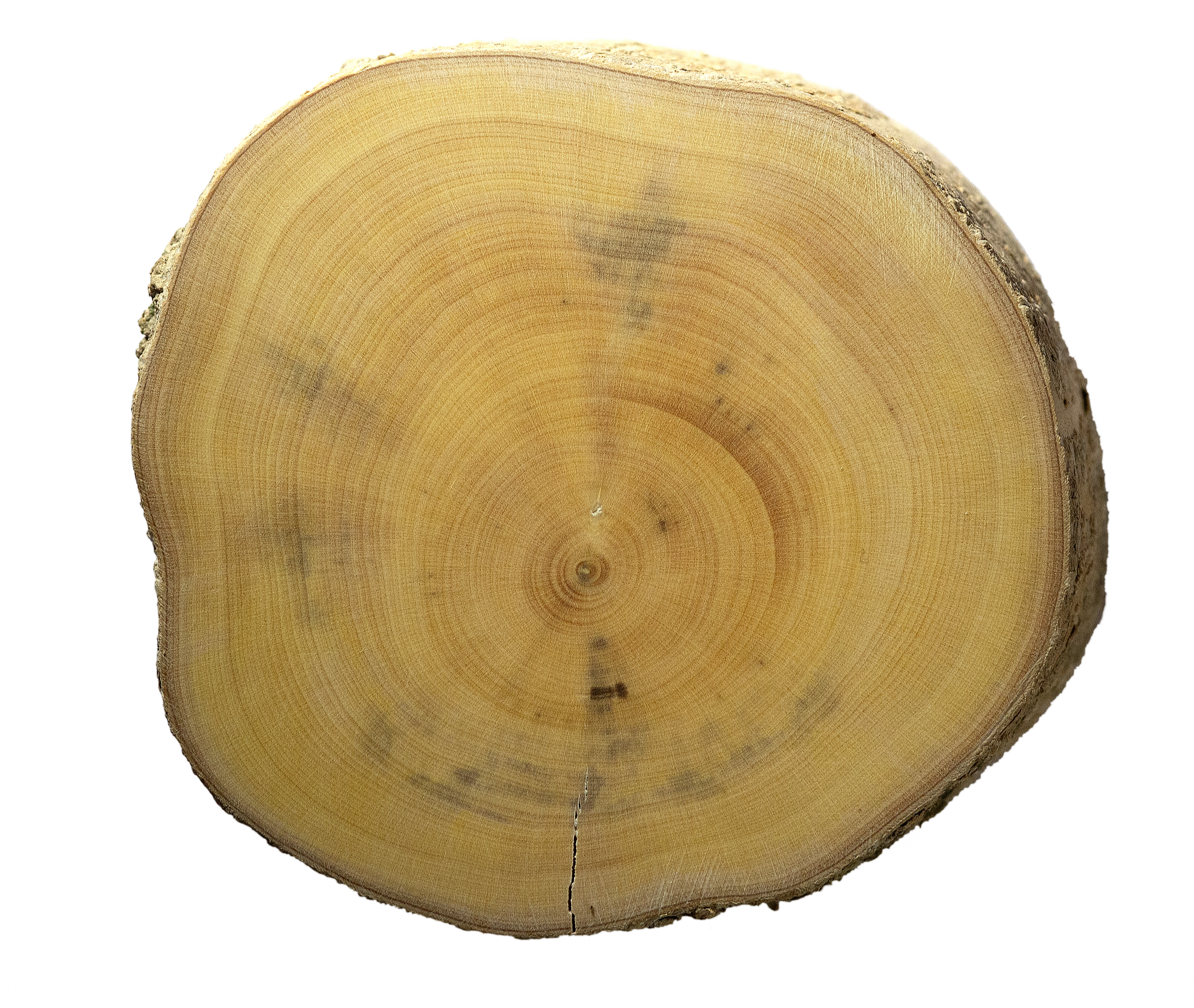
Buxus sempervirens – Pyreneen

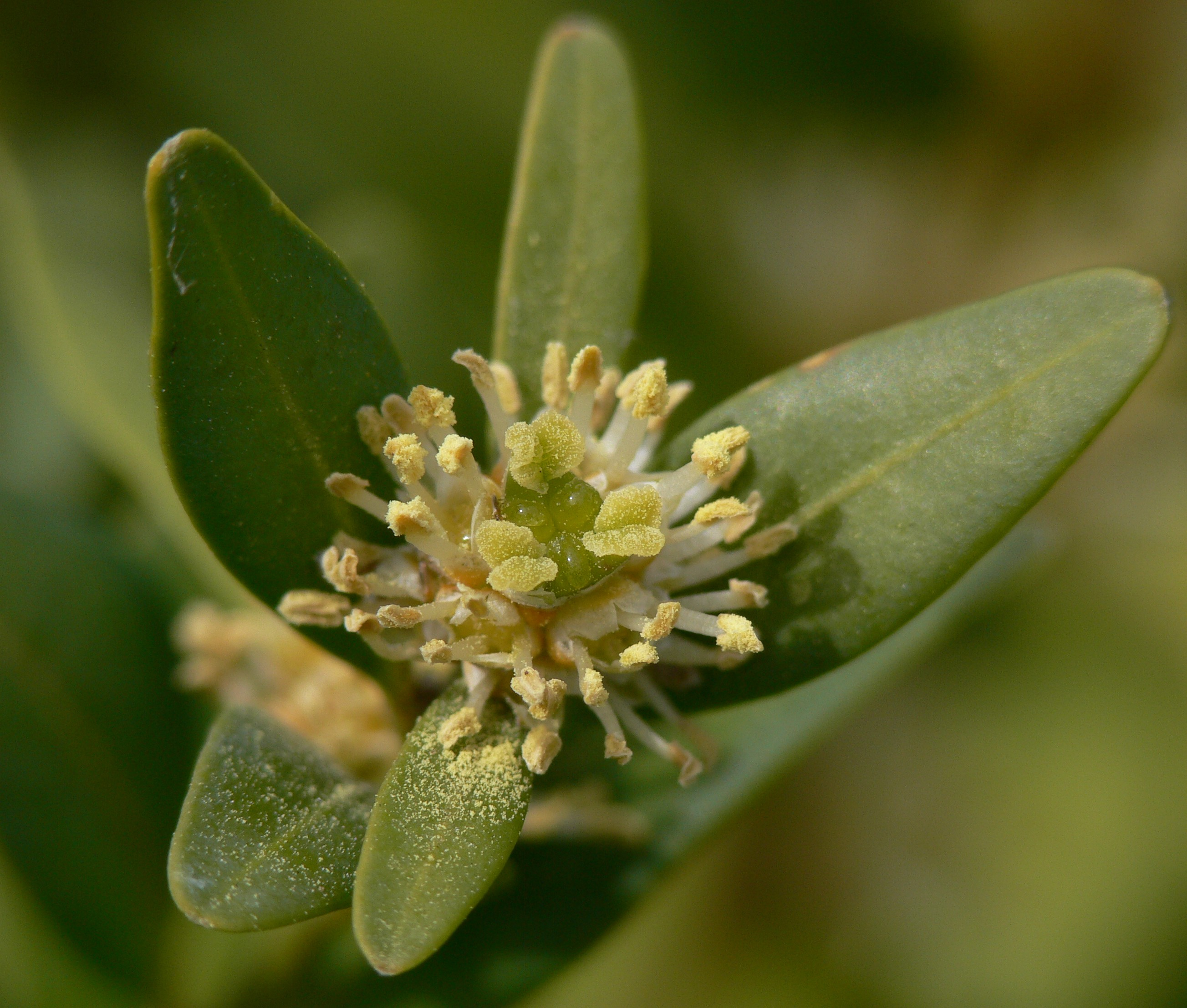
Blütenstand mit männlichen und weiblichen Blüten des Gewöhnlichen Buchsbaum (Buxus sempervirens)

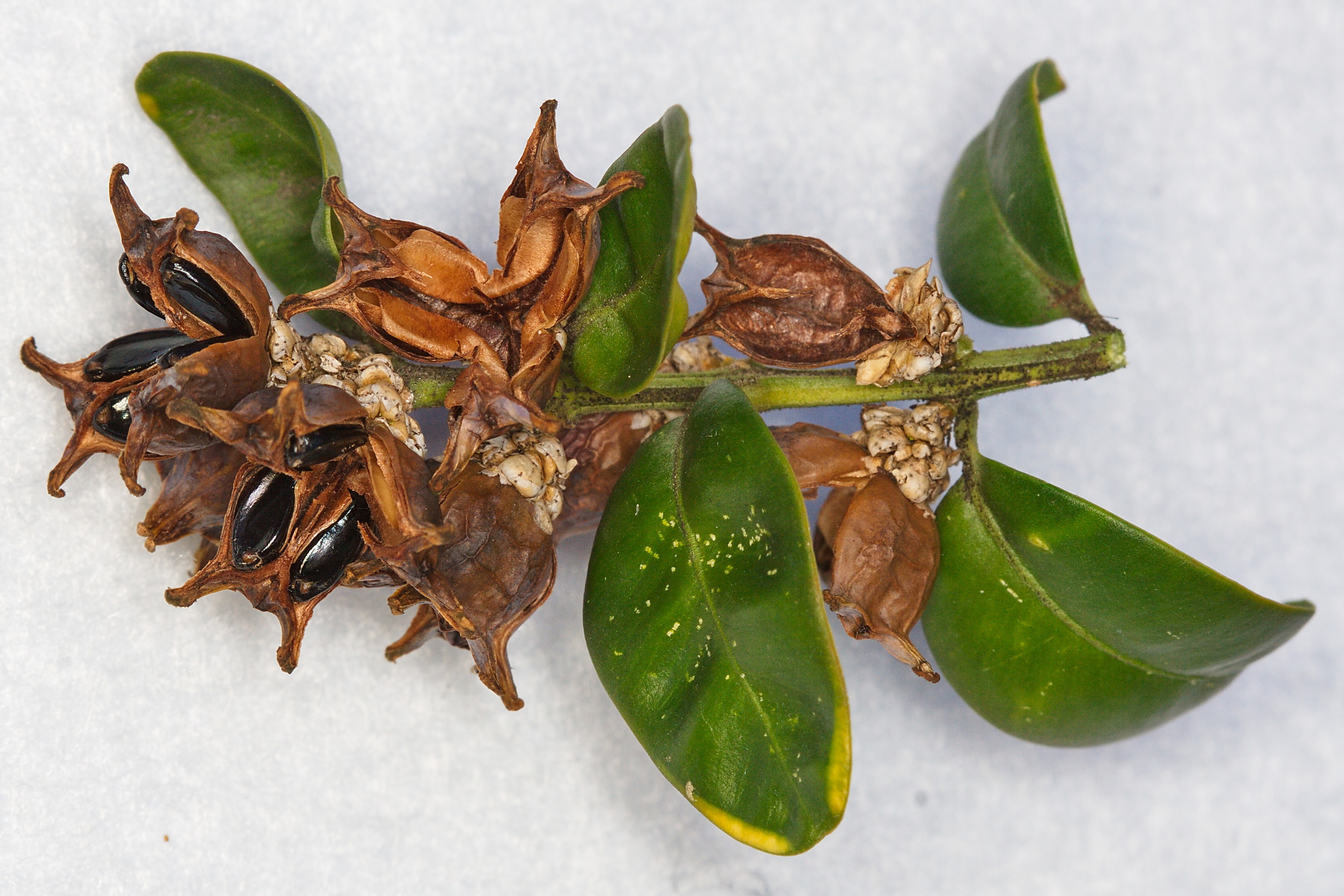
Zweig mit offenen Kapselfrüchten und in den drei Fruchtfächern die glänzend schwarzen Samen des Gewöhnlichen Buchsbaum (Buxus sempervirens)

### Vegetative Merkmale
Buxus-Arten sind immergrüne, kleine, meist gut verzweigte Sträucher und kleine Bäume, die Wuchshöhen von 0,15 bis 6 Metern erreichen. Die oberirdischen Pflanzenteile sind kahl oder behaart. Anfangs sind die Zweige vierkantig.
Die gegenständig angeordneten Laubblätter sind in Blattstiel und -spreite gegliedert. Die Blattstiele sind relativ kurz bis kaum erkennbar. Die einfachen, ledrigen bis dünn-ledrigen Blattspreiten sind oft glänzend. Die Blattränder sind glatt. Es liegt Fiedernervatur vor. Es sind keine Nebenblätter vorhanden.

### Generative Merkmale
Buchsbaum-Arten sind einhäusig getrenntgeschlechtig (monözisch). Es können Blütenstandsschäfte vorhanden sein. Die Blüten stehen in achsel- oder endständigen, traubigen oder ährigen Blütenständen oder in kopfigen Gruppen zusammen. Es sind Deckblätter vorhanden. Es können Blütenstiele vorhanden sein oder die Blüten sind sitzend. In einem Blütenstand befinden sich im unteren Bereiche einige männliche Blüten und am oberen Ende eine weibliche Blüte.
Die relativ kleinen, eingeschlechtigen Blüten sind radiärsymmetrisch und grünlich gelblich. Die Blütenhüllblätter sind mehr oder weniger gleichgestaltet.
Pro männlicher Blüte gibt es vier Blütenhüllblätter, vier Staubblätter und ein zentrales Pistillodium. Die Staubblätter überragen die Blütenhüllblätter. Die dorsifixen Staubbeutel sind länglich mit einem dicken Konnektiv und sie öffnen sich mit einem Längsschlitz. Pro weiblicher Blüte gibt es fünf bis sechs Blütenhüllblätter vorhanden. Bei jeder weiblichen Blüte sind drei Fruchtblätter zu einem oberständigen, dreikammerigen Fruchtknoten verwachsen mit zwei Samenanlagen je Fruchtknotenkammer. In den weiblichen Blüten sind drei freie (selten sind sie an ihrer Basis verwachsen), relativ kurze, haltbare Griffel vorhanden, die in breiten, zurückgekrümmten, zweilappigen Narben enden. Zwischen den Griffeln und am Pistillode sind meist Nektarien vorhanden.
Auf der Frucht sind noch die haltbaren Griffel vorhanden. Die meist kahlen, trockenen Kapselfrüchte sind kugel- oder eiförmig und öffnen sich fachspaltige = lokulizid mit drei Fruchtfächern, die jeweils zwei „Hörner“ besitzen und jeweils zwei Samen enthalten. Die Samen sind dreikantig oder länglich. Die Samenschalen (Testa) sind schwarz glänzend. Das Endosperm ist fleischig. Die zwei Keimblätter (Kotyledone) sind länglich.

## Systematik und Verbreitung

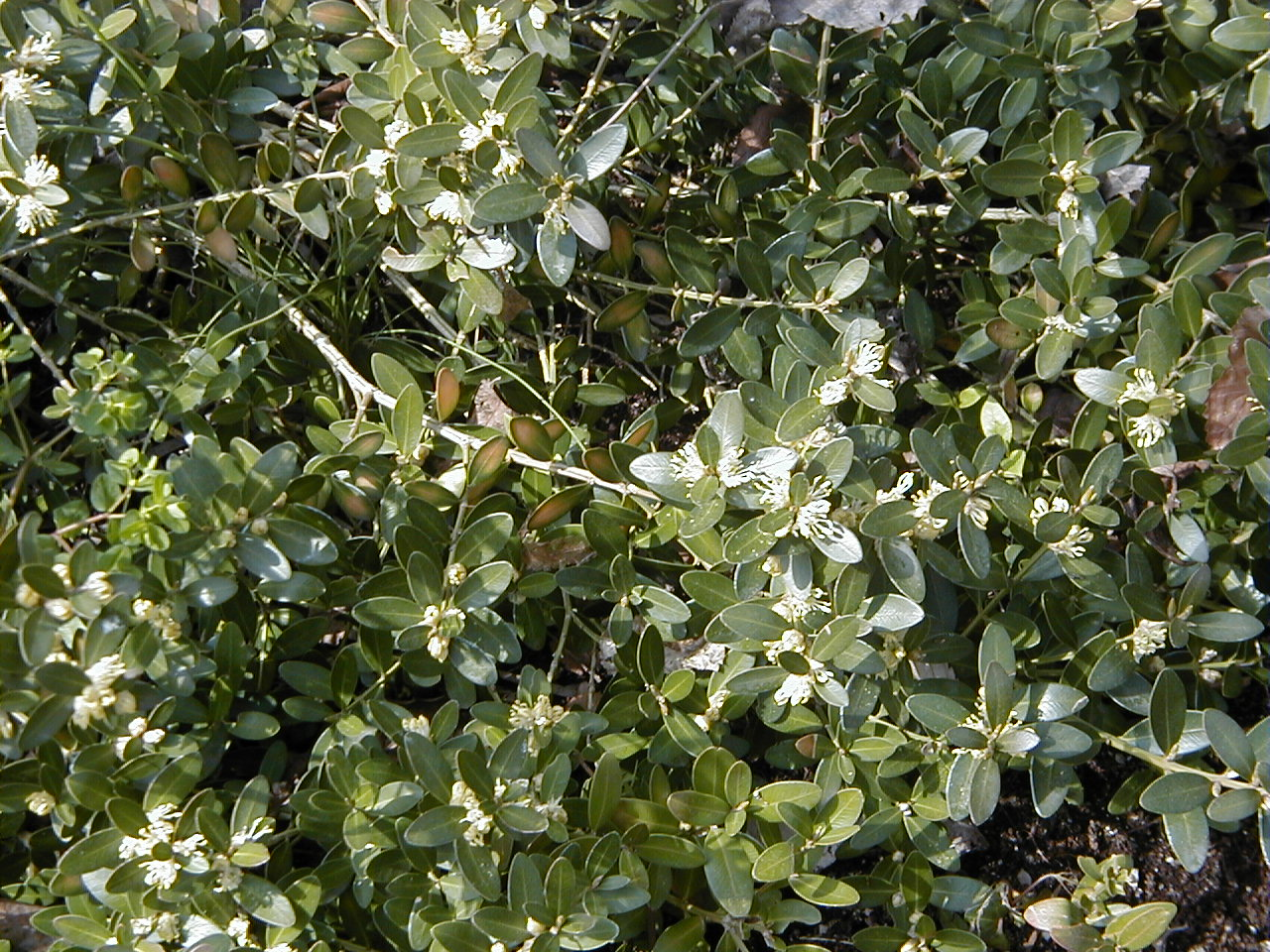
Balearen-Buchsbaum (Buxus balearica)

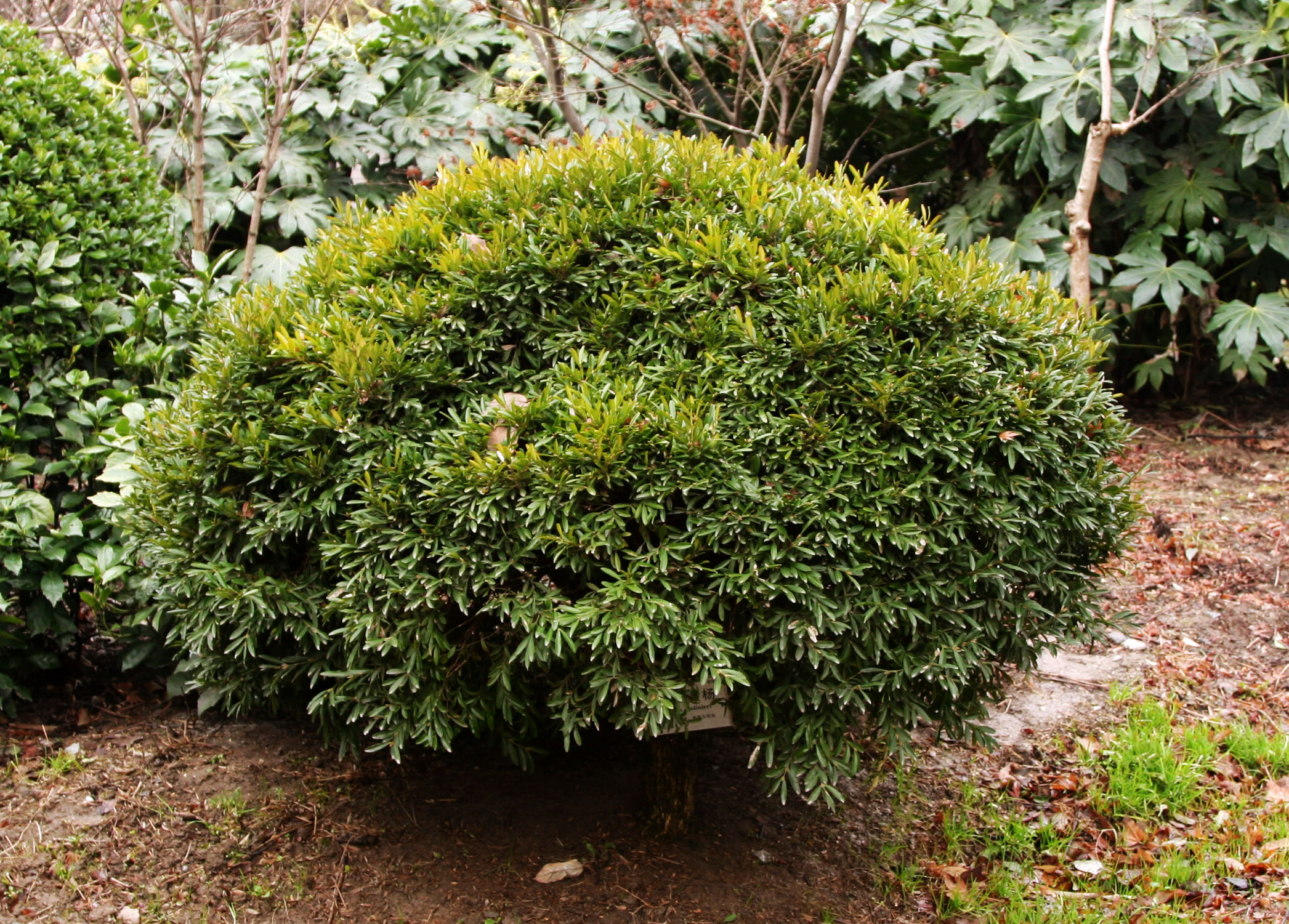
Buxus bodinieri

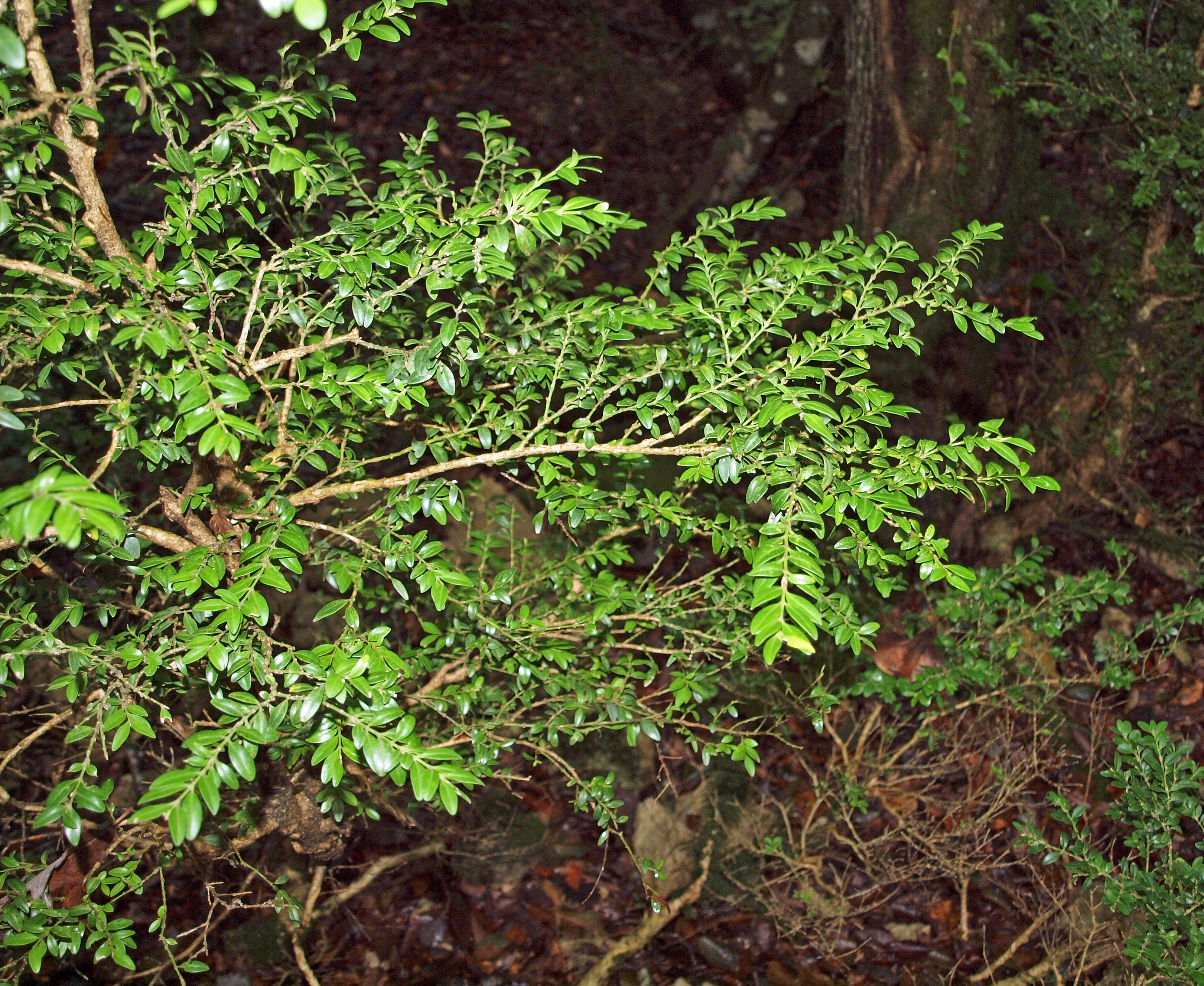
Kolchischer Buchsbaum (Buxus colchica)

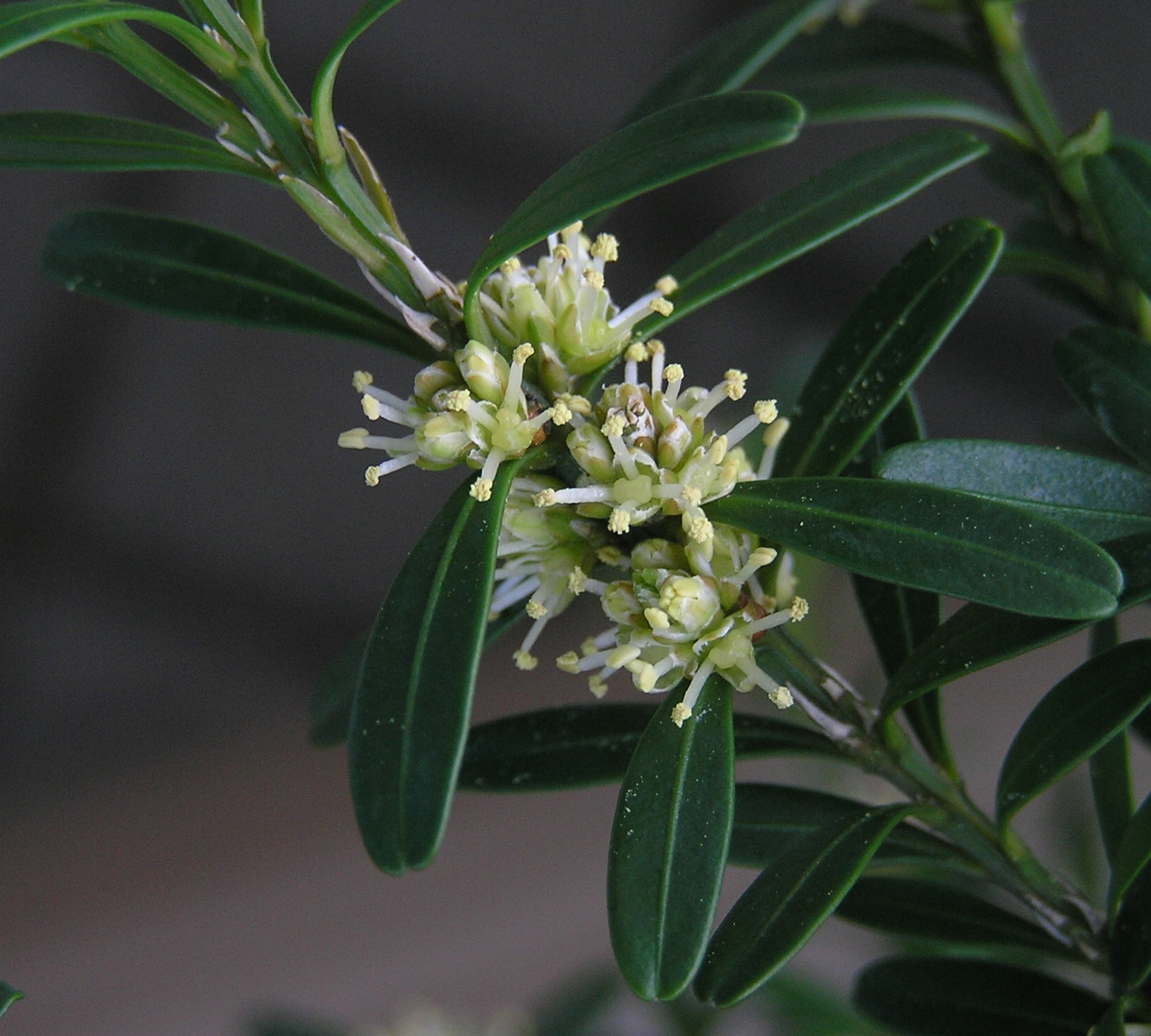
Zweig mit Laubblättern und Blüten von Buxus harlandii

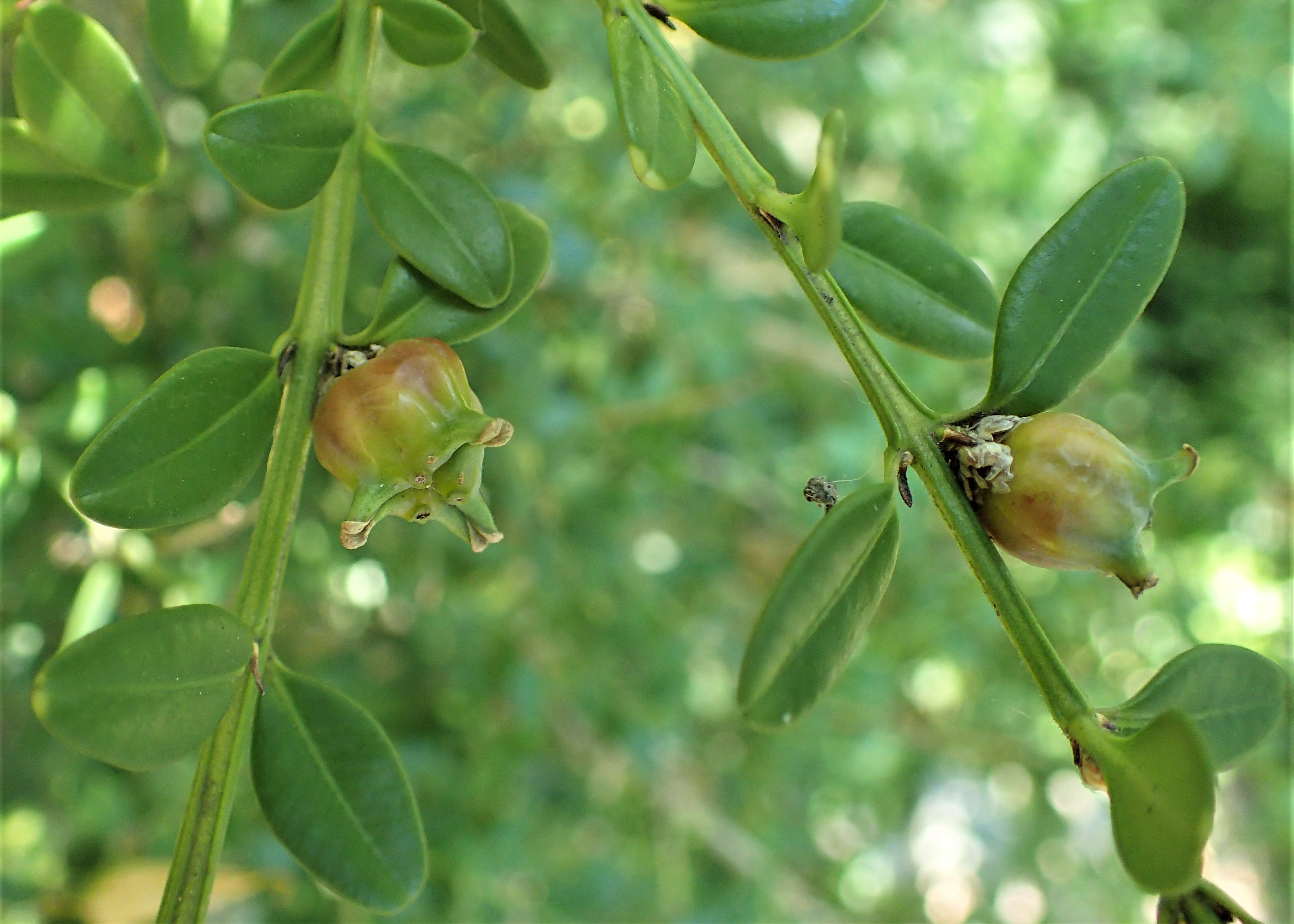
Kantige Zweige mit gegenständigen Laubblättern und Früchten von Buxus harlandii

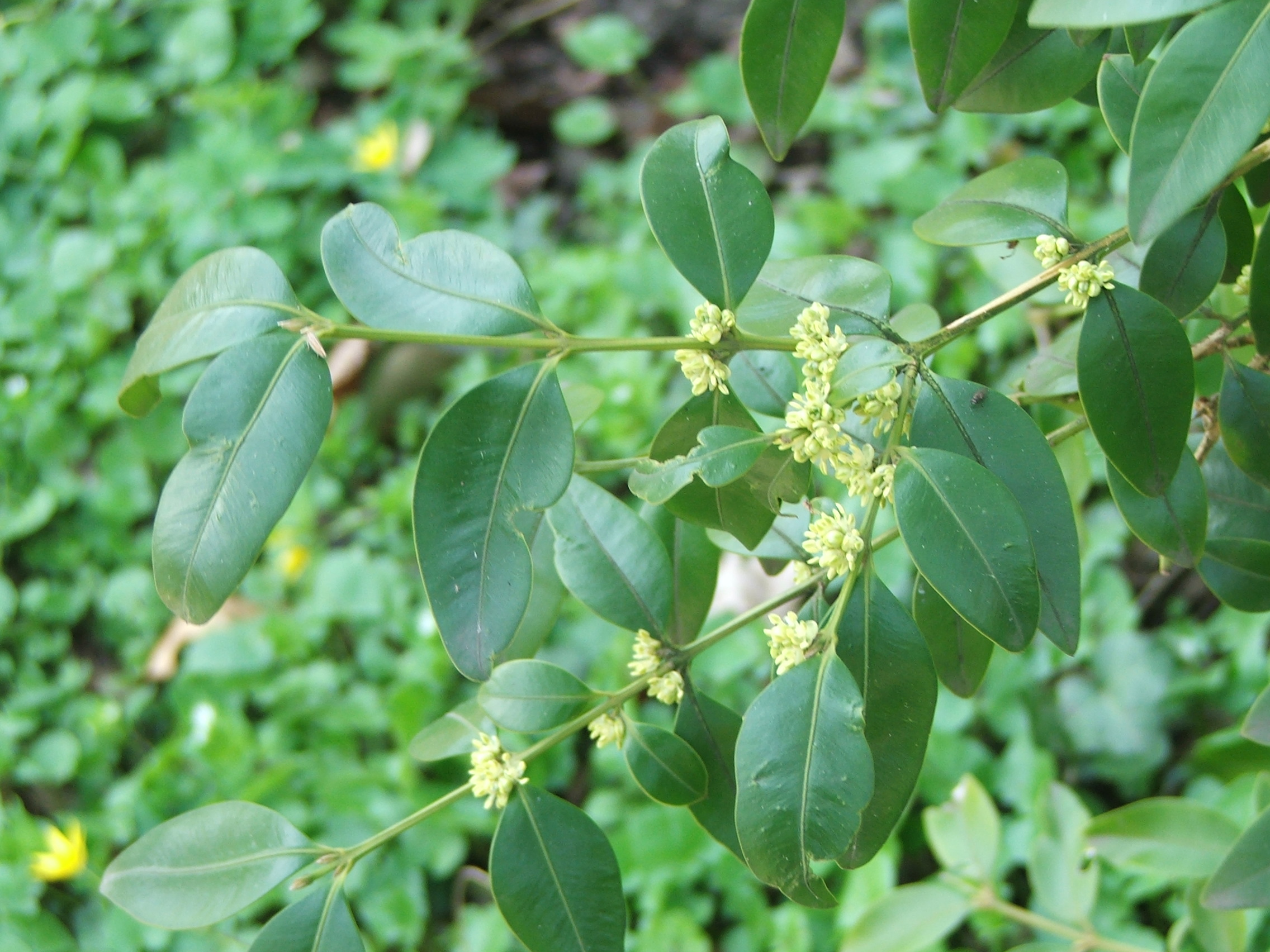
Zweig mit gegenständigen Laubblättern und Blüten von Buxus henryi

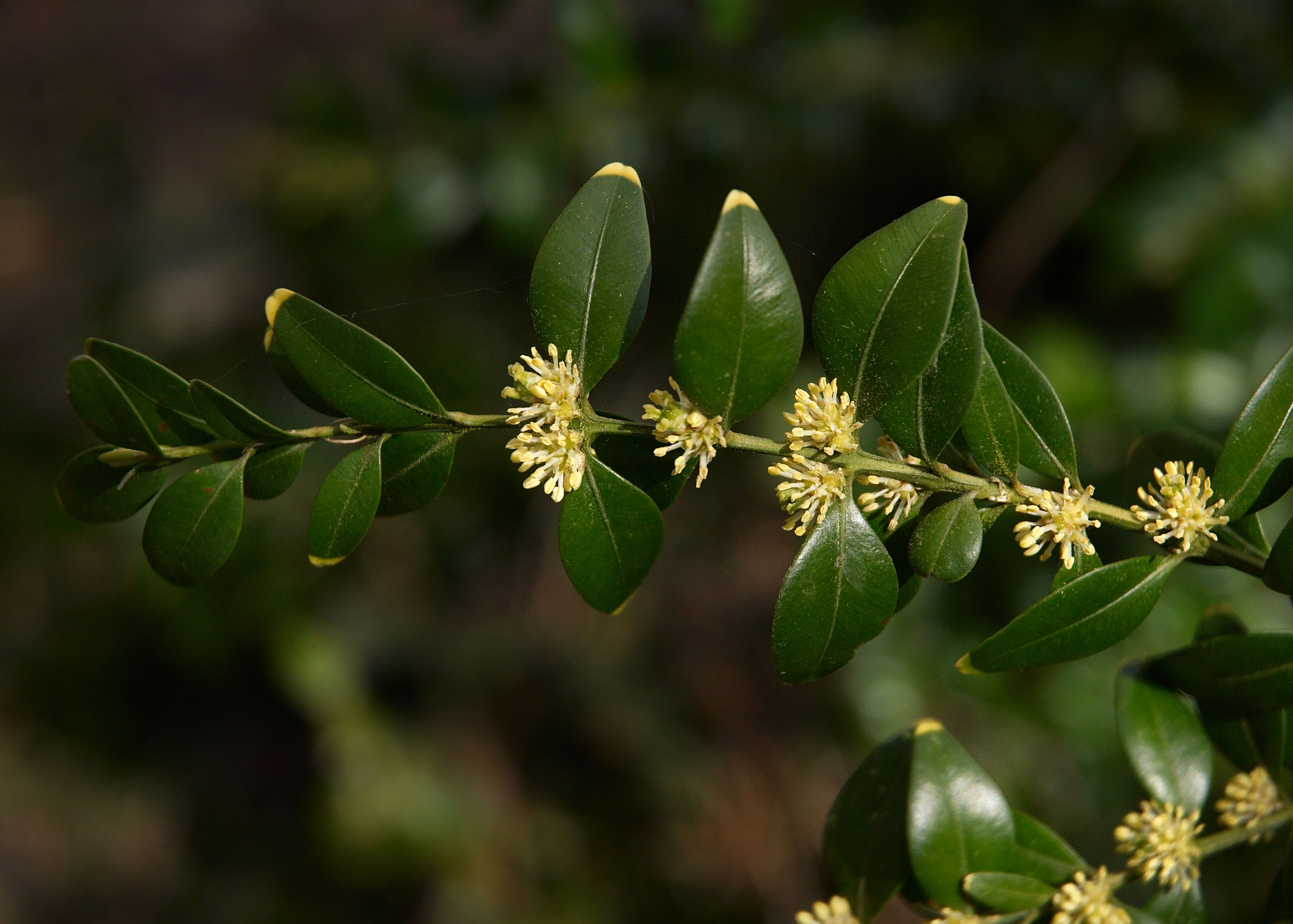
Gewöhnlicher Buchsbaum (Buxus sempervirens), blühender Zweig

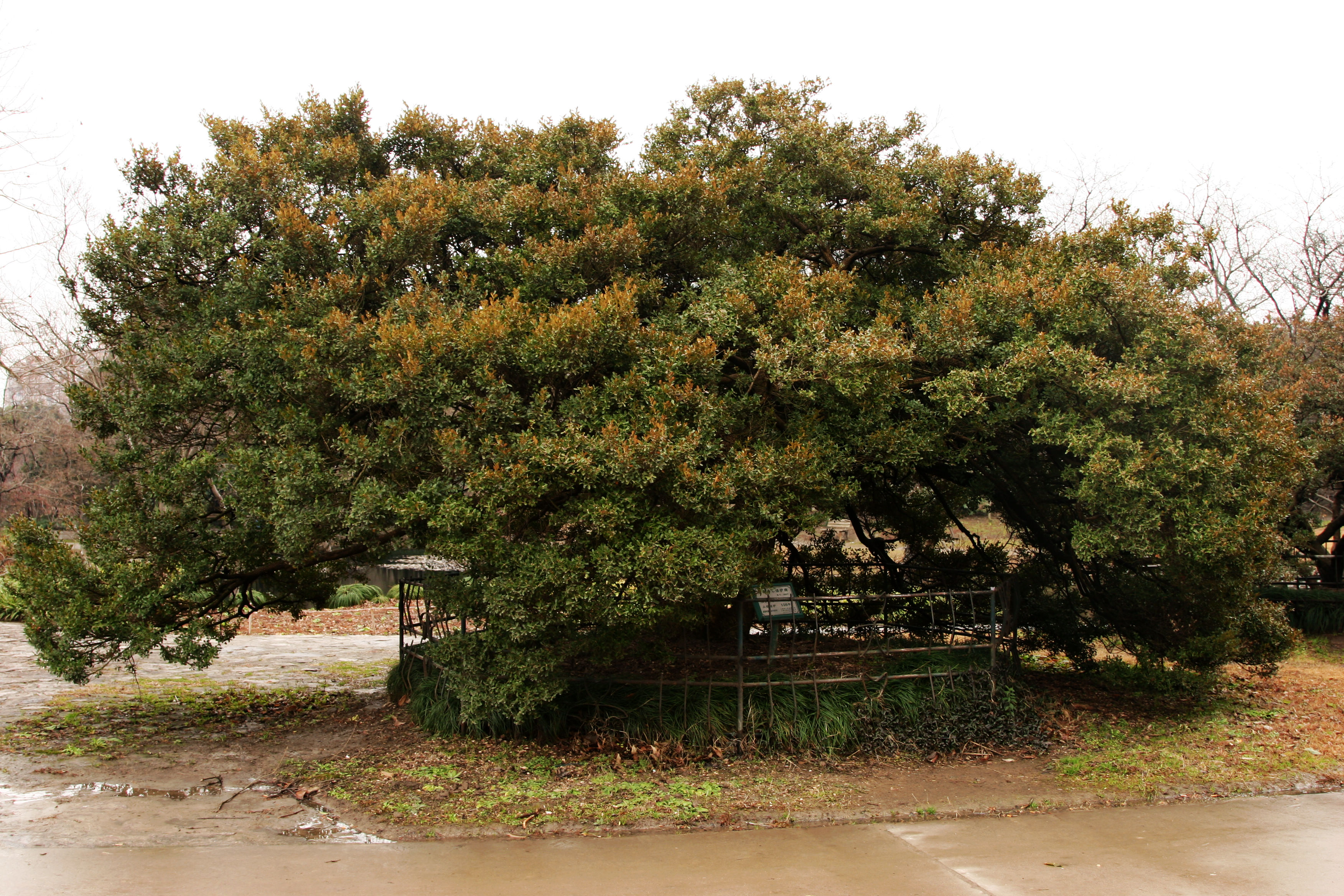
Buxus sinica

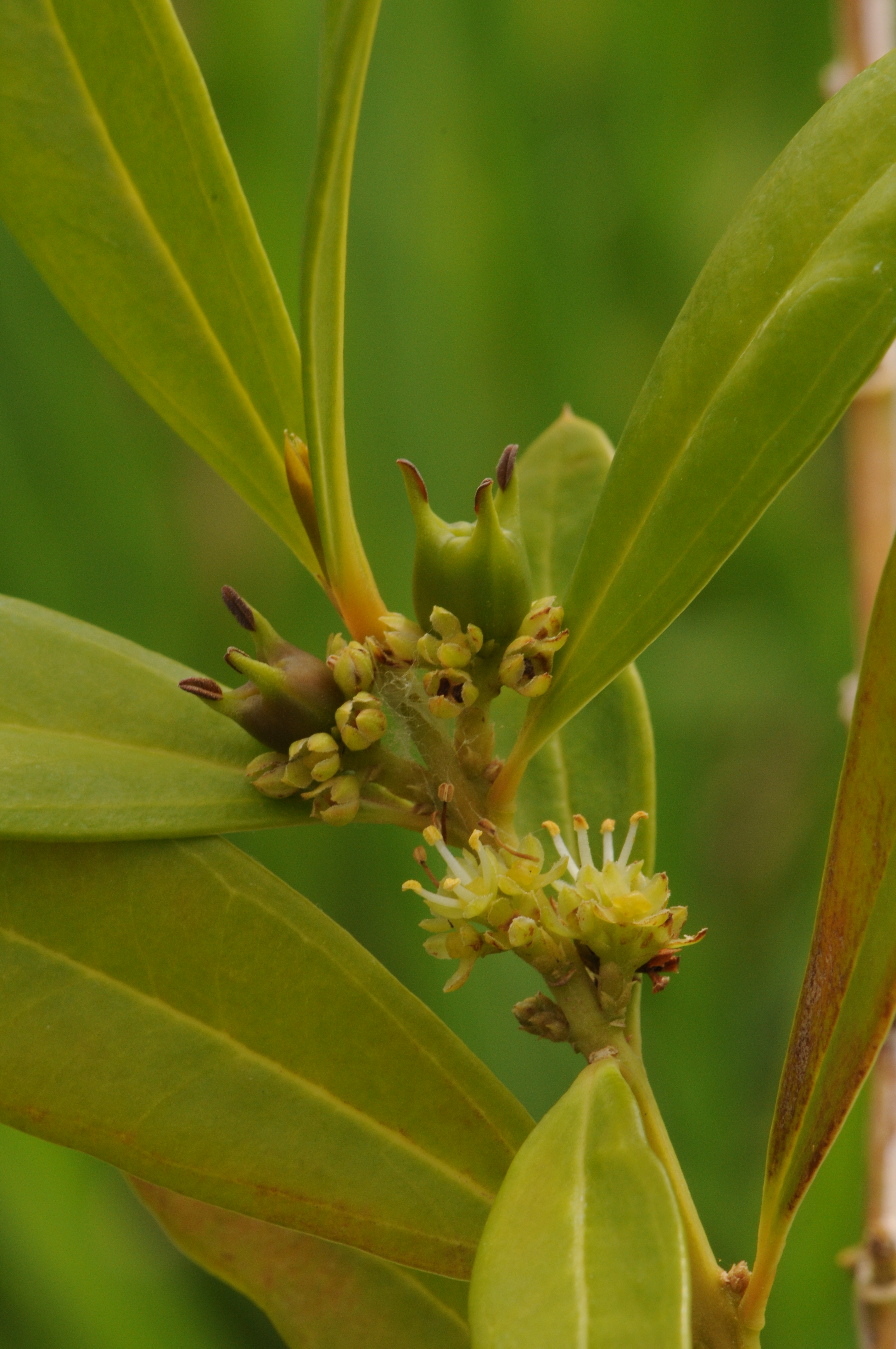
Zweig mit Blüten und jungen Früchten von Buxus vahlii

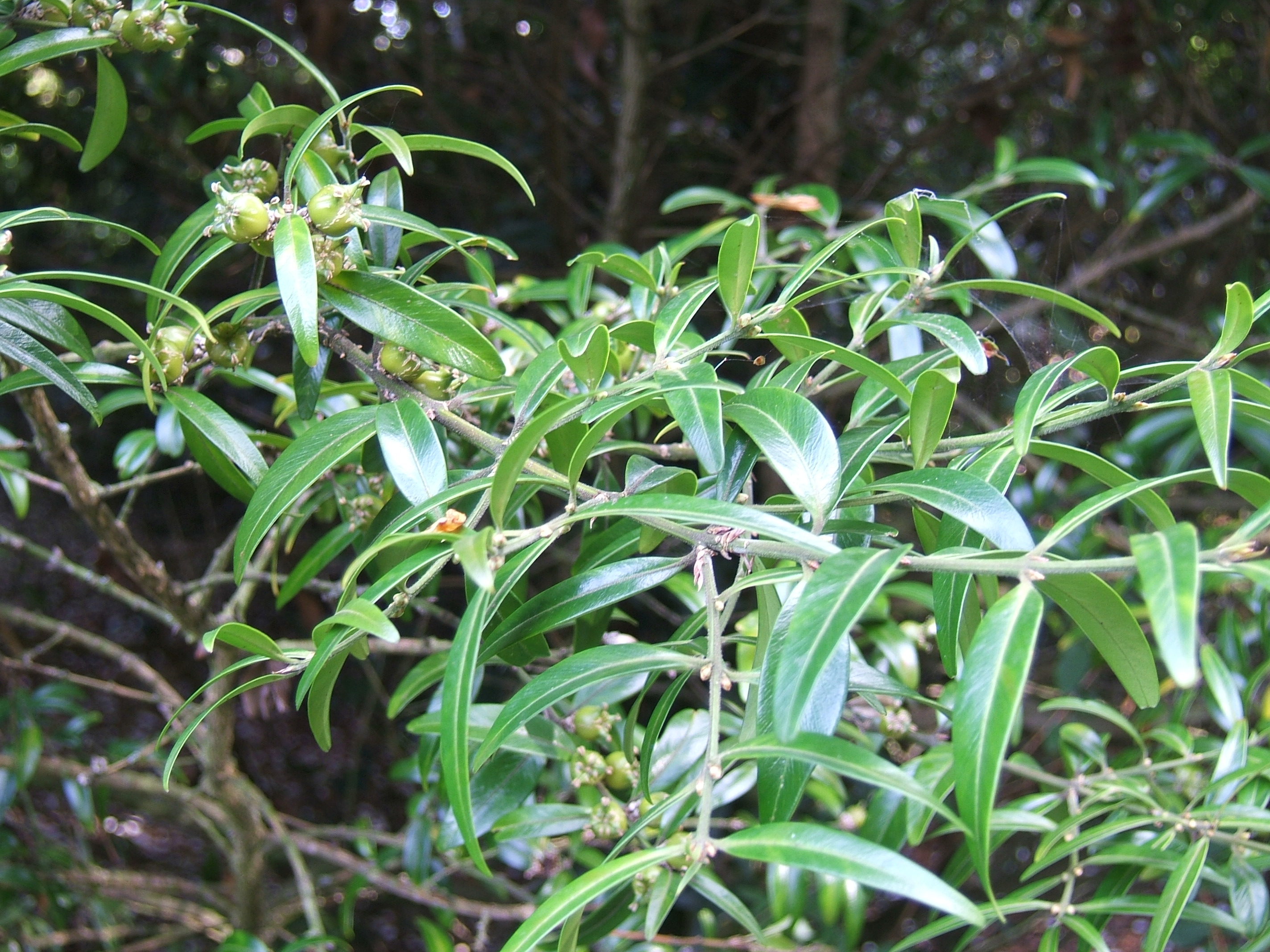
Buxus wallichiana

Die Gattung Buxus (lateinisch, im Mittelalter gleichgesetzt mit Gewöhnlicher Buchsbaum) wurde durch Carl von Linné 1753 in Species Plantarum, Tomus II, S. 983 und 1754 in Genera Plantarum, 5. Auflage, S. 423 aufgestellt. Typusart ist Buxus sempervirens L. Synonyme für Buxus L. sind: Buxella Tiegh., Crantzia Sw., Notobuxus Oliv., Tricera Schreb., Macropodandra Gilg.
Die Gattung Buxus ist mit (70 bis) etwa 100 Arten in Eurasien, Afrika und in der Neotropis verbreitet. Die meisten Arten stammen aus den Tropen. Die
Zentren der Artenvielfalt sind die karibischen Inseln, Ostasien, Afrika und Madagaskar. In China kommen 17 Arten vor, 15 davon nur dort. Die meisten Taxa, 37 Arten und 7 Unterarten, gibt es in Kuba, davon sind 95 % dort Endemiten. In Europa sind nur zwei Arten zu finden, der Gewöhnliche Buchsbaum (Buxus sempervirens) und der Balearen-Buchsbaum (Buxus balearica); beide Arten sind wohl kultiviert worden und dann gelegentlich verwildert.
Es gibt 70 bis 100 Buxus-Arten (Auswahl mit Verbreitung):
Europa, nordwestliches Afrika und Asien
- Buxus austroyunnanensis Hatus.: Sie gedeiht in Höhenlagen von 400 bis 900 Metern nur in Jinghong, Lancang sowie Shuangjiang im südlichen Yunnan.[1]
- Balearen-Buchsbaum (Buxus balearica Lam., Syn.: Buxus longifolia Boiss.): Sie kommt auf den Balearen, im südlichen Spanien, auf Sardinien, im nordwestlichen Afrika und im asiatischen Teil der Türkei vor.[8]
- Buxus bodinieri H.Lév.: Sie gedeiht in Höhenlagen von 400 bis 2700 Metern in den chinesischen Provinzen Gansu, Guangdong, Guangxi, Guizhou, Henan, Hubei, Jiangxi, südliches Shaanxi, Sichuan, Yunnan sowie Zhejiang.[1]
- Buxus cephalantha H.Lév. & Vaniot: Es gibt zwei Varietäten:[1]
  - Buxus cephalantha H.Lév. & Vaniot var. cephalantha: Sie kommt im nördlichen Guangxi und im südlichen Guizhou nur in Duyun, Longli sowie Pingba vor.[1]
  - Buxus cephalantha var. shantouensis M.Cheng (Syn.: Buxus chaoanensis H.G.Ye): Dieser Endemit gedeiht in Höhenlagen von 300 bis 700 Metern nur in Chao’an sowie Shantou im östlichen Guangdong.[1]
- Buxus cochinchinensis Pierre ex Gagnep.: Es gibt seit 2014 etwa zwei Varietäten in Malaysia. Sie gedeihen in Wäldern über Kalkstein.[10]
- Kolchischer Buchsbaum (Buxus colchica Pojark.): Sie kommt nur im westlichen Kaukasusraum vor.[11]
- Buxus hainanensis Merr.: Dieser Endemit gedeiht in Wäldern entlang von Fließgewässern an feuchten Standorten nur in Sanya im südlichen Teil der chinesischen Provinz Hainan.[1]
- Buxus harlandii Hance: Sie gedeiht in Wäldern an Fließgewässern auf Inseln vor der Küste von Guangdong und Hainan.[1]
- Buxus hebecarpa Hatus.: Sie gedeiht in Wäldern auf steinigen Standorten in Höhenlagen von 1500 bis 2000 Metern nur auf dem Emei Shan sowie im Kreis Tianquan in Sichuan.[1]
- Buxus henryi Mayr: Sie gedeiht in Wäldern in Höhenlagen von 1300 bis 2000 Metern in den chinesischen Provinzen Guizhou, westliches Hubei sowie Sichuan.[1]
- Buxus ichangensis Hatus.: Sie gedeiht an steinigen Standorten an Fließgewässern in Höhenlagen unterhalb von 100 bis 300 Metern nur in Badong, Yichang sowie Zigui im westloichen Teile der chinesischen Provinz  Hubei.[1]
- Buxus latistyla Gagnep.: Sie kommt in Laos, Nordvietnam und in den chinesischen Provinzen nordwestliches Guangxi sowie südöstliches Yunnan (nur Funing) vor.[1]
- Buxus linearifolia M.Cheng: Dieser Endemit kommt nur in Shangsi im südlichen Guangxi vor.[1]
- Buxus megistophylla H.Lév.: Sie gedeiht in Höhenlagen von 500 bis 1400 Metern in den chinesischen Provinzen nordwestliches Guangdong (nur Lianxian), nordöstliches Guangxi, südöstliches Guizhou, südliches Hunan (nur Yizhang) und südliches Jiangxi (nur Anyuan sowie Huichang).[1][11]
- Kleinblättriger Buchsbaum (Buxus microphylla Siebold & Zucc.): Sie ist nur aus Kultur bekannt und soll in Korea und Taiwan vorkommen; wird schon seit langer Zeit in Japan kultiviert. Es wurden Varietäten beschrieben, die von Autoren anerkannt werden oder abgelehnt werden.
- Buxus mollicula W.W.Sm.: Es gibt zwei Varietäten:[1]
  - Buxus mollicula var. glabra Hand.-Mazz.: Sie gedeiht in Flusstälern in Höhenlagen von 1700 bis 2100 Metern in den chinesischen Provinzen südwestliches Sichuan (nur in Muli) sowie nordwestliches Yunnan (nur in Lijiang).[1]
  - Buxus mollicula W.W.Sm. var. mollicula: Sie gedeiht im Dickicht in Flusstälern in Höhenlagen von 1700 bis 2100 Metern nur in Binchuan, Lijiang, Ninglang sowie Yongsheng im nordwestlichen Teil der chinesischen Provinz Yunnan.[1]
- Buxus myrica H.Lév.: Es gibt etwa zwei Varietäten:[1]
  - Buxus myrica var. angustifolia Gagnep.: Sie kommt in Nordvietnam und in den chinesischen Provinzen nordwestliches Guangxi sowie südwestliches Guizhou vor.[1]
  - Buxus myrica H.Lév. var. myrica: Sie kommt in Vietnam und in den chinesischen Provinzen nordwestliches Guangxi, südliches Guizhou, Hainan, Hunan, Sichuan sowie östliches Yunnan vor.[1]
- Buxus papillosa C.K.Schneid.: Sie gedeiht im Vorgebirge meist in Höhenlagen von 650 bis 3000 Metern im pakistanischen  Punjab, Baluchistan sowie Khyber Pakhtunkhwa.[2]
- Buxus pubiramea Merr. & Chun: Dieser Endemit gedeiht in Wäldern an Hängen in Höhenlagen von etwa 700 Metern nur in Baoting in Hainan.[1]
- Buxus rivularis Merr. (Philippinen)
- Buxus rolfei S.Vidal (Borneo)
- Buxus rugulosa Hatus.: Es gibt etwa drei Varietäten:[1]
  - Buxus rugulosa var. prostrata (W.W.Smith) M.Cheng (Syn.: Buxus microphylla var. prostrata W.W.Smith, Busus rugulosa var. intermedia Hatus., Buxus rugulosa subsp. prostrata (W.W.Smith) Hatus.): Sie gedeiht über Kalkstein in Höhenlagen von 2400 bis 4000 Metern im südöstlichen Tibet und in den chinesischen Provinzen südwestliches Sichuan sowie nordwestliches Yunnan.[1]
  - Buxus rugulosa Hatus. var. rugulosa: Sie gedeiht im Dickicht an Berghängen in Höhenlagen von 1900 bis 3500 Metern in den chinesischen Provinzen westliches Sichuan (nur Barkam sowie Jinchuan) und nordwestliches Yunnan (Dali, Dêqên, Lijiang, Weishan).[1]
  - Buxus rugulosa var. rupicola (W.W.Smith) P.Brückner & T.L.Ming (Syn.: Buxus microphylla var. rupicola W.W.Smith, Buxus rugulosa subsp. rupicola (W.W.Smith) Hatus.): Sie gedeiht am Waldrand oder im Dickicht über Kalkstein in Höhenlagen von 2300 bis 3400 Metern im östlichen Tibet und in den chinesischen Provinzen südwestliches Sichuan sowie nordwestliches Yunnan.[1]
- Buxus rupicola Ridl.: Sie gedeiht in Wäldern über Kalkstein in Malaysia.[10]
- Gewöhnlicher Buchsbaum[12] (Buxus sempervirens L., Syn.: Buxus colchica Pojark.): Es gibt etwa zwei Unterarten:[8]
  - Buxus sempervirens subsp. hyrcana (Pojark.) Takht. (Syn.: Buxus hyrcana Pojark.): Sie kommt nur in Aserbaidschan einschließlich der Autonomen Republik Nachitschewan vor.[8]
  - Buxus sempervirens L. subsp. sempervirens: Sie ist von Europa bis Westasien und in Nordafrika weitverbreitet.[8][11]
- Buxus sinica (Rehder & E.H.Wilson) M.Cheng: Es gibt etwa sechs Varietäten:[1]
  - Buxus sinica var. aemulans (Rehder & E.H.Wilson) P.Brückner & T.L.Ming (Syn.: Buxus microphylla var. aemulans Rehder & E.H.Wilson, Buxus microphylla var. kiangsiensis Hu & F.H.Chen, Buxus sinica subsp. aemulans (Rehder & E.H.Wilson) M.Cheng): Diese Neukombination erfolgte 2008. Sie gedeiht im Dickicht und an steinigen Standorten entlang von Fließgewässern in Höhenlagen von 600 bis 2000 Metern in den chinesischen Provinzen Anhui, Chongqing, Fujian, Guangdong, Guangxi, Hubei, Hunan, Jiangxi, Sichuan sowie Zhejiang.[1]
  - Buxus sinica var. intermedia (Kanehira) M.Cheng (Syn.: Buxus intermedia Kanehira, Buxus microphylla var. intermedia (Kanehira) H.L.Li): Sie kommt in Taiwan vor.[1]
  - Buxus sinica var. parvifolia M.Cheng: Sie gedeiht an steinigen Standorten in Höhenlagen von etwa 1000 Metern in den chinesischen Provinzen südliches Anhui (nur Huang Shan), Chongqing, Hubei, Jiangxi (nur Lu Shan) sowie Zhejiang (nur Longtang Shan).[1]
  - Buxus sinica var. pumila M.Cheng: Dieser Endemit gedeiht in Wäldern an Hängen in Höhenlagen von etwa 2100 Metern nur in Badong im westlichen Hubei.[1]
  - Buxus sinica (Rehder & E.H.Wilson) M.Cheng var. sinica (Syn.: Buxus microphylla var. sinica Rehder & E.H.Wilson, Buxus microphylla subsp. sinica (Rehder & E.H.Wilson) Hatus.): Sie gedeiht in Wäldern in Gebirgstälern und an Fließgewässern in Höhenlagen von 1200 bis 2600 Metern in den chinesischen Provinzen Anhui, Gansu, Guangdong, Guangxi, Guizhou, Hubei, Jiangsu, Jiangxi, Shaanxi, Shandong, Sichuan sowie Zhejiang.[1]
  - Buxus sinica var. vacciniifolia M.Cheng: Sie gedeiht an steinigen Standorten und im Dickicht in Höhenlagen von 1000 bis 1800 Metern in den chinesischen Provinzen Chongqing, nördliches Guangdong (nur Ruyuan), südliches Hunan (nur Yizhang) sowie Jiangxi (nur Lu Shan).[1]
- Buxus stenophylla Hance (Syn.: Buxus ichangensis var. fukienensis Hatus.): Sie gedeiht in Wäldern und an Flussufern in den chinesischen Provinzen südöstliches Fujian (nur Anxi), zentrales sowie nordwestliches Guangdong und Guizhou.[1]
- Buxus wallichiana Baill.: Sie kommt im Himalaja in Afghanistan, Indien, Pakistan, Bhutan sowie Nepal vor.[2]

Afrika südlich der Sahara, und Madagaskar (zehn Arten)
- Buxus acuminata Müll.Arg. (Afrika: Demokratische Republik Kongo) (Syn.: Notobuxus acuminata (Gilg) Hutch.)
- Buxus benguellensis Gilg (Syn.: Notobuxus benguellensis (Gilg) E.Phillips): Sie kommt nur im südwestlichen Angola in den Provinzen Huila, Namibe sowie Bengo (Luanda) vor. Sie wurde bisher nur sechsmal aufgesammelt und 2009 sowie 2013 wiedergefunden. Es wird vermutet, dass sie an viel mehr Standorten vorkommt.[11]
- Buxus calcarea G.E.Schatz & Lowry: Sie wurde 2002 erstbeschrieben. Diese gefährdete Art ist von weniger als fünf Fundorten im südlichen Madagaskar in der Provinz Toliara in den Regionen Androy sowie Anosy bekannt.[13] In der Roten Liste der bedrohten Arten der IUCN gilt sie als EN = Endangered = stark gefährdet.[11]
- Buxus capuronii G.E.Schatz & Lowry: Sie wurde 2002 aus Madagaskar erstbeschrieben. Sie ist bisher nur vom Typusmaterial, das 1965 gesammelt wurde, bekannt.[13] In der Roten Liste der bedrohten Arten der IUCN gilt sie 2015 als CR = Critically Endangered = vom Aussterben bedroht.[11]
- Buxus cipolinica Lowry & G.E.Schatz: Sie wurde 2006 erstbeschrieben. Sie ist nur von einem Fundort, Ambatofinandrahana, in Höhenlagen von 0 bis 100 Metern im Gebiet Tsiombikibo bis westlich von Mitsinjo in der Region Ambongo in der Provinz Mahajanga im zentralen Madagaskar bekannt.[13]
- Buxus cordata (Radcl.-Sm.) Friis: Dieser Endemit ist nur von einem kleinen Gebiet in den östlichen Usambara-Bergen in Tansania bekannt. Sie wurde entlang von Fließgewässern in niedrigen Höhenlagen unterhalb von 1000 Metern in Restbeständen des ursprünglichen Waldes und im Sekundärwald gesammelt. Diese wenigen Habitate sind fortlaufend bedroht durch die Gewinnung von Holz und Brennholz und die Ausweitung von Ackerbau. Es sind nur Exemplare außerhalb von Schutzgebieten bekannt. Die Bestände sind sehr klein und nehmen fortlaufend ab. In der Roten Liste der bedrohten Arten der IUCN gilt Buxus cordata 2006 als CR = Critically Endangered = vom Aussterben bedroht.[11]
- Buxus hildebrandtii Baill.: Sie kommt in Ostafrika in Somalia sowie Äthiopien vor.
- Buxus humbertii G.E.Schatz & Lowry: Sie wurde 2002 erstbeschrieben. Diese gefährdete Art ist von weniger als fünf Fundorten in Madagaskar bekannt.[13] In der Roten Liste der bedrohten Arten der IUCN gilt sie als EN = Endangered = stark gefährdet.[11]
- Buxus itremoensis G.E.Schatz & Lowry: Sie wurde 2002 erstbeschrieben. Diese gefährdete Art ist bisher nur von einem Fundort in Amoron'i Mania in der Provinz Fianarantsoa im zentralen Madagaskar bekannt.[13] In der Roten Liste der bedrohten Arten der IUCN gilt sie als EN = Endangered = stark gefährdet.[11]
- Buxus lisowskii Bamps & Malaisse (Kongo)
- Buxus macowanii Oliv. (Syn.: Notobuxus macowanii (Oliv.) E.Phillips): Sie kommt östlichen Südafrika in den Provinzen Limpopo, Mpumalanga, KwaZulu-Natal sowie Ostkap vor. Ihr Holz wird seit dem 19. Jahrhundert genutzt. In einigen Habitaten ist sie häufig. Die Bestände gelten in der Roten Liste der bedrohten Arten der IUCN als stabil. Sie gilt 2018 bei der IUCN als LC = „Least Concern“ = „nicht gefährdet“.[11][14]
- Buxus macrocarpa Capuron: Diese gefährdete Art kommt an weniger als fünf Fundorten in Galoko Kalobinono, Masoala sowie Mikea im nördlichen Madagaskar vor.[13][11]
- Buxus madagascarica Baill.: Sie kommt im östlichen Madagaskar und auf den Komoren vor.[13]
- Buxus monticola G.E.Schatz & Lowry: Sie wurde 2002 erstbeschrieben. Sie kommt an mehr als fünf Fundorten in Madagaskar vor[13][11]
- Buxus moratii G.E.Schatz & Lowry: Sie kommt im westlichen Madagaskar und auf den Komoren vor.[13]
- Buxus natalensis (Oliv.) Hutch. (Syn.: Notobuxus natalensis Oliv.): Sie kommt im östlichen Südlichen Afrika vom südlichen Mosambik bis zu den südafrikanischen Provinzen Ostkap sowie KwaZulu-Natal vor.[14]
- Buxus nyasica Hutch.: Dieser Endemit kommt nur auf drei Bergen im südlichen Malawi vor. Eine von diesen Fundorten ist nicht bestätigt. Ein Habitat wird seit Beginn des 21. Jahrhunderts abgeholzt und es könnte sein, dass dieser Bestand erloschen ist. In der Roten Liste der bedrohten Arten der IUCN gilt sie als EN = Endangered = stark gefährdet.[11]
- Buxus obtusifolia (Mildbr.) Hutch. (Syn.: Notobuxus obtusifolia Mildbr.): Sie kommt in Ostafrika vor.
- Buxus rabenantoandroi G.E.Schatz & Lowry (Syn.: Buxus angustifolia G.E.Schatz & Lowry): Dieser Name wurde 2003 veröffentlicht, da der bisherige Name schon vergeben war. Diese gefährdete Art kommt an weniger als fünf Fundorten in der Region Anosy in der Provinz Toliara in Madagaskar vor.[13] In der Roten Liste der bedrohten Arten der IUCN gilt sie als EN = Endangered = stark gefährdet.[11]

NeotropisIn der Neotropis gibt es etwa 50 Arten. Davon kommen 37 Arten sowie 7 Unterarten in Kuba vor. Wenige Arten kommen in Südamerika vor:
- Buxus acuminata Müll. Arg.[15] Sie kommt im südöstlichen Kuba vor.[9]
- Buxus acunae Borhidi & O.Muñiz[15] Dieser Endemit kommt nur im kubanischen Yamanigüey vor.[9]
- Buxus aneura Urb. (Kuba)[15]
- Buxus arborea Proctor (karibische Inseln)[15][11]
- Buxus bahamensis Baker[15] Sie kommt auf karibische Inseln Cayman Islands, Bahamas und Kuba vor.[9]
- Buxus baracoensis Borhidi & O.Muñiz (Kuba)[15]
- Buxus bartlettii Standl. (Mexiko bis El Salvador)[15][11]
- Buxus bissei Eg.Köhler: Sie wurde 1998 erstbeschrieben. (karibische Inseln)[15]
- Buxus braimbridgeorum Eg.Köhler: Sie wurde 2006 erstbeschrieben. (karibische Inseln)[15]
- Buxus brevipes Urb. (Kuba)[15]
- Buxus citrifolia (Willd.) Spreng. (Venezuela)[15]
- Buxus crassifolia (Britton) Urb. (Kuba)[15]
- Buxus cristalensis Eg.Köhler & P.A.González:[15] Sie wurde 2014 erstbeschrieben. Dieser Endemit gedeiht über Serpentingestein in der Sierra del Cristal, in der Gemeinde Segundo Frente, in der Provinz Santiago de Cuba.[9]
- Buxus cubana (A.Rich.) Baill. (Kuba)[15] Sie ist nur von der Typusaufsammlung bekannt.[9]
- Buxus ekmanii Urb. (Kuba)[15]
- Buxus excisa Urb. (Kuba)[15]
- Buxus flaviramea Mathou[15]
- Buxus foliosa Urb. (Kuba)[15]
- Buxus glomerata Müll.Arg.[15] Sie kommt in weiten Teilen Kubas vor.[9]
- Buxus gonoclada Müll.Arg.[15] Die Unterarten kommen in Kuba vor.[9]
- Buxus heterophylla Urb. (Kuba)[15]
- Buxus imbricata Urb. (Kuba)[15]
- Buxus jaucoensis Eg.Köhler: Sie wurde 1982 erstbeschrieben.[15] Sie gedeiht über Kalkstein nur in Jauco im südöstlichen Teil der kubanischen Provinz Guantánamo.[9]
- Buxus koehleri P.A.Gonzalez & Borsch:[15] Sie wurde 2014 erstbeschrieben. Dieser Endemit gedeiht im Unterholz von Regenwäldern in der Sierra de Nipe, in der Gemeinde Mayarí, die zur kubanischen Provinz Holguín gehört.[9]
- Buxus laevigata (Sw.) Spreng.[15]
- Buxus lancifolia Brandegee (Mexiko)[15]
- Buxus leivae Eg.Köhler: Sie wurde 1998 erstbeschrieben. Sie kommt in Kuba vor.[9]
- Buxus macrophylla (Britton) Fawc. & Rendl. (Kuba und Jamaika)[15]
- Buxus marginalis Urb.[15] Sie kommt in Kuba vor.[9]
- Buxus mexicana Brandegee (Mexiko)[15]
- Buxus microphylla Siebold & Zucc. (Mexiko)[15] (Achtung. Unterschiedliche Quellen geben auch asiatische Fundorte an.)
- Buxus moana Alain[15] Sie kommt in Kuba vor.[9]
- Buxus moctezumae Eg.Köhler, R.Fernández & Zamudio: Sie wurde 1993 aus Mexiko erstbeschrieben.[15] In der Roten Liste der bedrohten Arten der IUCN gilt sie als EN = Endangered = stark gefährdet.[11]
- Buxus muelleriana Urb. (Kuba)[15]
- Buxus nipensis Eg.Köhler & P.A.González:[15] Sie wurde 2014 erstbeschrieben. Dieser Endemit gedeiht über Serpentingestein in der Sierra de Nipe, in der Gemeinde Mayarí, die zur kubanischen Provinz Holguín gehört.[9]
- Buxus obovata Urb.[15]
- Buxus olivacea Urb. (Kuba)[15]
- Buxus pilosula Urb.[15] Die Unterarten kommen in Kuba vor.[9]
- Buxus portoricensis Alain (Puerto Rico)[15]
- Buxus pubescens Greenm. (Mexiko)[15]
- Buxus retusa Müll.Arg.[15] Die Unterarten kommen in Kuba vor.[15]
- Buxus revoluta Mathou[15] Dieser Endemit kommt nur im kubanischen Yamanigüey vor.[9]
- Buxus rheedioides Urb. (Kuba)[15]
- Buxus rotundifolia K.Koch[15] Sie kommt in Kuba vor.[9]
- Buxus sclerophylla Eg.Köhler[15] Sie gedeiht über Kalkstein nur im südöstlichen Teil der kubanischen Provinz Guantánamo.[9]
- Buxus serpentinicola Eg.Köhler[15] Sie kommt in Kuba vor.[9]
- Buxus shaferi Urb.[15] Sie kommt in Kuba vor.[9]
- Buxus subcolumnaris Müll.Arg.[15]
- Buxus triptera Eg.Köhler[15] Sie kommt in Kuba vor.[9]
- Buxus vaccinioides Urb.[15] Sie ist nur von der Typusaufsammlung in Kuba bekannt.[9]
- Buxus vahlii Baill.: Sie gedeiht in subtropischen trockenen und feuchten Wäldern in Höhenlagen von 0 bis 350 Metern auf den Inseln Puerto Rico und Saint Croix (die zu den Amerikanischen Jungferninseln gehört) vor. Das Gesamtareal ist stark fragmentiert, so dass vermutet wird, dass zwischen den Populationen kein natürlicher Genaustausch mehr stattfindet. Ein Monitoring 2019 ergab eine Gesamtzahl von 4481 blühfähigen Pflanzenexemplaren. Durch menschliche Einflüsse gehen die Bestände fortlaufend zurück. Mindestens an einem Fundort erfolgt eine Schädigung durch eine Pflanzenkrankheit. Auch Stürme vernichten Pflanzenexemplare. Die Ausbreitung von Diasporen ist gering. Dagegen setzen sich invasive Pflanzen besser durch. In der Roten Liste der bedrohten Arten der IUCN gilt 2021 Buxus vahlii als EN = Endangered = stark gefährdet.[15][11]
- Buxus wrightii Müll.Arg.[15] Die zwei Unterarten gedeihen über Serpentingestein Cajálbana-Plateau in Westkuba.[9]
- Buxus yunquensis Eg.Köhler: Sie wurde 2006 aus Kuba erstbeschrieben.[15][9]

Die kubanischen Arten sind fast alle sehr selten und stark vom Aussterben bedroht (bei einzelnen Arten gibt es nur noch weniger als zehn Pflanzenexemplare am Naturstandort).

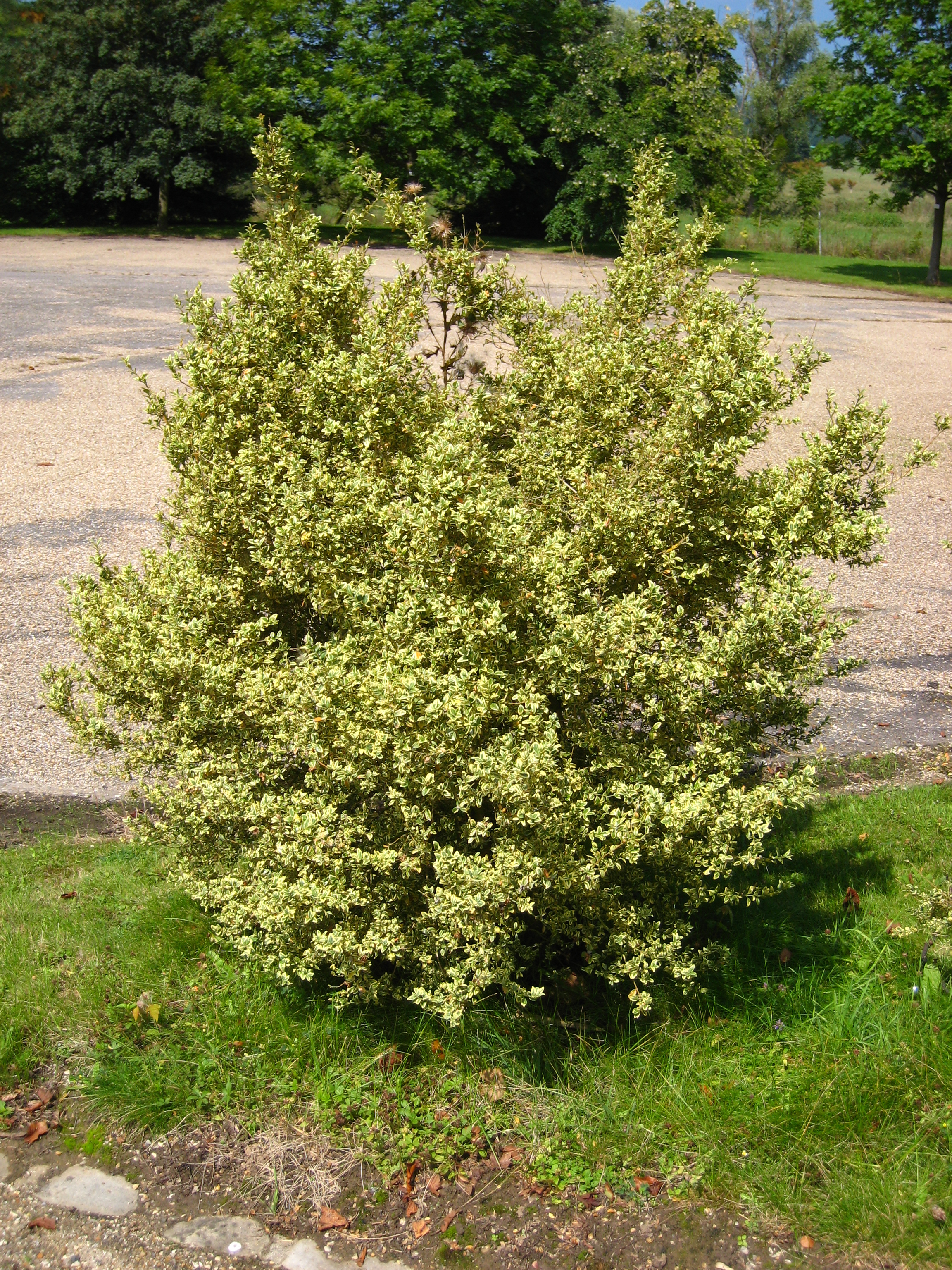
Die panaschierte Sorte Buxus sempervirens ‘Argenteovariegata’

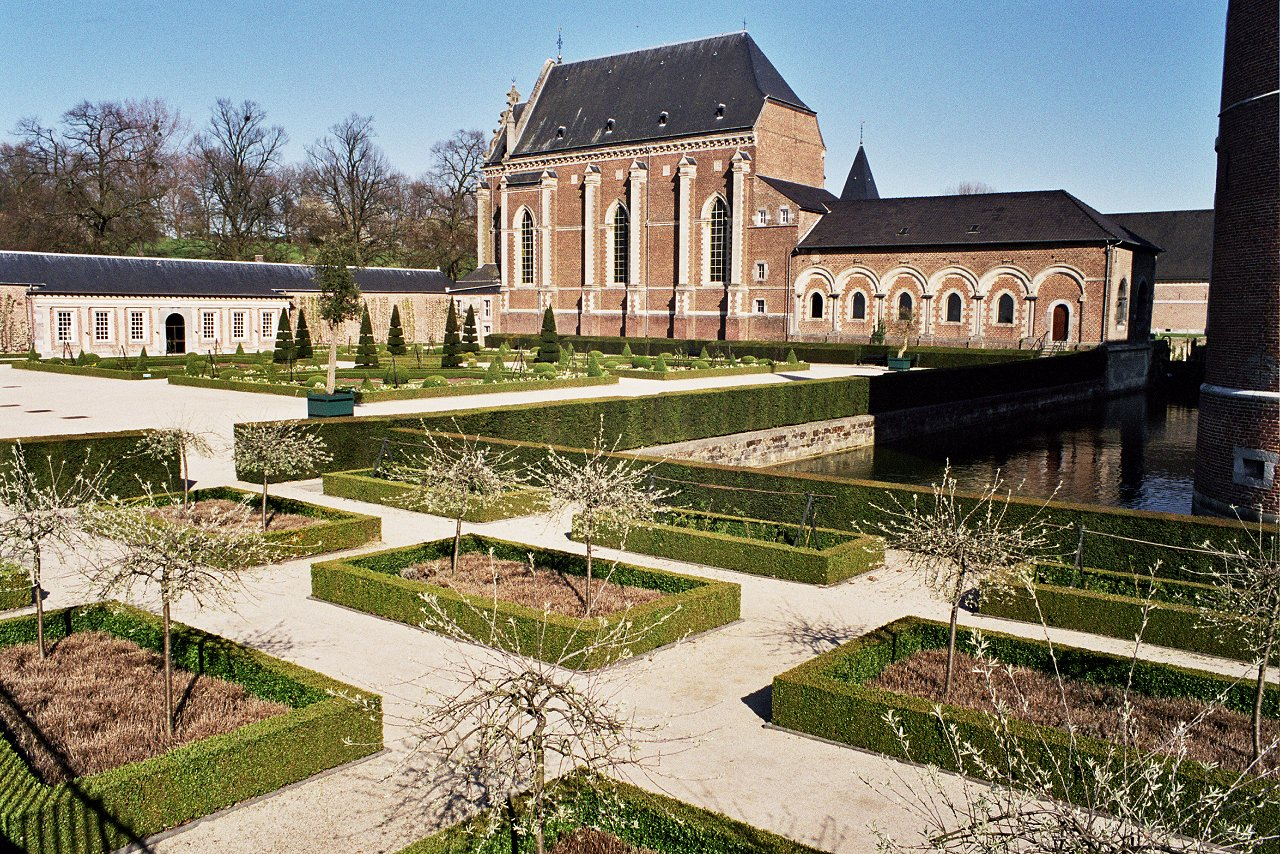
Geschnittener Buchsbaum als Beeteinfassung im belgischen Alden Biesen

## Nutzung
Holz von Buxus sempervirens wurde wegen seiner Härte bereits vor 171.000 Jahren von Neandertalern zur Herstellung von Grabstöcken benutzt.
Das Holz von wenigen Arten wird genutzt.
Es gibt eine ganze Reihe von Sorten (Auswahl):
- Buxus sempervirens: 'Agram', 'Angustifolia', 'Argentia', 'Aurea Pendula', 'Aureovariegata', 'Blauer Heinz’, 'Blue Belle' JB USA, 'Bowle's Blue', 'Dee Runk', 'Elegantissima', 'Green Gem', 'Green Mound', 'Green Mountain', 'Green Peace', 'Green Velvet', 'Handsworthiensis' green form, 'Handsworthiensis' blue form, 'Herman von Shrenk', 'Ickworth Giant', intermedia 'Rosemoor', 'Inverewe', 'Ipeck', 'Jim's Spreader', 'Kensington Gardens’, 'Langley Beauty', 'Latifolia Pendula', 'Latifolia Maculata', 'Marginata', 'Memorial', 'Molesworth', 'Morris Dwarf', 'Myosotidifolia', 'Myrtifolia', 'Newport Blue', 'Obelisk form', 'Parasol', 'Pendula', 'Prostrata', 'Pyramidalis', 'Rosmarinifolia', 'Rotundifolia', 'Salicifolia Elata', 'Tall Boy', 'Twisty', 'Varder Valley' 'Waterfall', 'Winter Gem', 'Wisley Blue', 'Yakushima form'
- Buxus harlandii: 'Richard'
- Buxus microphylla: 'Curly Locks’, 'Faulkner', 'Grace Hendrick Phillips’, 'Green Pillow', 'Helen Whiting', 'Hilliers form', 'John Baldwin', 'Tall growing form'
- Buxus microphylla var. japonica: 'Compacta', 'Green Jade', 'Morris Dwarf', 'Morris Midget', 'National'
- Buxus sinica var. insularis: 'Filigree', Chegu', 'Justin Brouwers', 'Pincushion', 'Tide Hill', 'Winter Beauty'